# Miniatyr (TV-program)
Miniatyr var ett svenskt TV-program som producerades och sändes på Kanal Global. Programmet började sändas på Kanal 5 1992. 1996 flyttades sändningen till TV21. Mellan åren 2001−2015 sändes programmet på Kanal Global, fram till att den kanalen lades ned. Miniatyr var ett kulturmagasin med gäster från Sverige och resten av världen. Fokus låg på kulturell mångfald och hur det svenska samhället fungerar.